# マーク・プロトセヴィッチ
マーク・プロトセヴィッチ（Mark Protosevich, 1961年8月24日 - ）は、セルビア系アメリカ人の脚本家。

## フィルモグラフィ
- ザ・セル The Cell (2000) - 脚本・共同製作
- ポセイドン Poseidon (2006) 脚本
- アイ・アム・レジェンド I Am Legend (2007) 脚本
- マイティ・ソー Thor (2011) 原案
- オールド・ボーイ Oldboy (2013) 脚本